# Бахтаров, Сергей Иванович
Сергей Иванович Бахтаров (1924, Ростов-на-Дону — 2009, Ростов-на-Дону) — советский врач-ветеринар, майор в отставке, Заслуженный ветеринарный врач РСФСР, лауреат премии Совета Министров СССР.

## Биография
Родился в 1924 году в Ростове-на-Дону.
В мае 1941 года я был зачислен курсантом Ростовского артиллерийского училища, но уже с началом Великой Отечественной войны, в октябре 1941 года из числа курсантов был образован сводный полк, который занял оборонительные рубежи западнее города Ростова-на-Дону на участке населенных пунктов Красный Крым и Крым. Так Сергей Бахтаров начал войну с защиты родного города. 29 ноября полк был расформирован, а курсанты направлены для продолжения учебы по ускоренной программе. После завершения учебы Бахтарову было присвоено звание лейтенанта, и в январе 1942 года направлен на Западный фронт в 49-ю армию под Москву: в 5-м гвардейском артполку 16-й гвардейской отдельной истребительной противотанковой бригады РГК был назначен командиром взвода управления батареи 76-мм орудий, а затем командиром батареи. С этой бригадой прошел с боями из Подмосковья по всей Белоруссии. Был дважды ранен, но после выздоровления возвращался в строй. В 1944 году под Оршей я был тяжело ранен в третий раз и на фронт уже не вернулся — после выздоровления  в июле 1946 года был демобилизован.
После войны выучился на ветеринара. Отдал этой профессии 50 лет, 37 из которых бессменно возглавлял Ростовскую областную станцию по борьбе с болезнями животных.  Под его руководством ветеринарная служба Ростовской области сделала большой вклад в развитие ветеринарной медицины всей страны. Сергей Иванович Бахтаров апробировал и внедрил на Дону новые вакцины против бешенства и против сибирской язвы. В целях профилактики особо опасных заболеваний человека и животных вместе со своими сотрудниками создал специальные обучающие кинофильмы, стал автором ряда работ в области ветеринарии.

Памятная доска в Ростове-на-Дону

После выхода на пенсию занимался общественной деятельностью, был членом Совета ветеранов Пролетарского района города Ростова-на-Дону.
Был награжден орденами Отечественной войны 1-й степени и Красной Звезды, а также многими медалями, в числе которых «За трудовую доблесть» и «Ветеран труда».
Умер в Ростове-на-Дону в 2009 году.
На доме, где жил и работал С. И. Бахтаров (ул. 16 линия, 18), установлена мемориальная доска.